# 気象学者の一覧
気象学者の一覧（きしょうがくしゃのいちらん）は、気象学を専攻する研究者（気象学者）の一覧である。気候学者を含む。なお気象予報士は気象学者ではないので本項には掲載しない。

## あ行
- 浅井冨雄（1932 - ）
- 阿部正直（1891- 1966）
- 荒井郁之助（1836 - 1909）
- 荒川昭夫
- 荒川秀俊（1907 - 1984）
- 荒木健太郎（1984 - ）
- クリーブランド・アベ
- アリストテレス

- アルフレート・ヴェーゲナー（Alfred Lothar Wegener、1880 - 1930）
- バーナード・ヴォネガット（Bernard Vonnegut、1914 - 1997）
- ヴィルホ・ヴァイサラ
- エドガー・Wウラード
- ヴァン・ヴァルフリート・エクマン
- ケリー・エマニュエル

- 江守正多（1970 - ）
- 大村纂
- 大山勝通（1927 - 2006）
- 岡田武松（1874 - 1956）
- 小倉義光
- ラルフ・アバークロンビー（Ralph Abercromby、1842 - 1897）

## か行
- 笠原彰
- 河村武
- フランシス・ゴルトン
- バルフォー・カリー
- 岸保勘三郎
- 北尾次郎
- 木村龍治（1941 - ）
- アイザック・クライン
- ウィリアム・M・グレイ
- ウィリス・レイ・グレッグ
- トーマス・P.グラズリス
- アリソン・ゲーラー
- ウラジミール・ペーター・ケッペン（Wladimir Peter Köppen、1846 - 1940）
- 小林一知
- 竺可楨コーチングチュー

## さ行
- 斎藤錬一（1912 - 1983）
- ニコラス・シャックルトン（Nicholas John Shackleton、1937 - 2006）
- 正野重方（1911 - 1969）
- ロバート・デイビス・ジョーンズ
- ボブ・シンプソン
- ジョージ・ジェームズ・シモンズ
- ハラルド・スヴェルドラップ（Harald Ulrik Sverdrup、1888 - 1957）
- 鈴木秀夫 (1932 - 2011)
- ジョン・ストラット、第3男爵レイリー （レイリー卿）
- 住明正（1948 - ）
- ロバート・ジョンズ
- ナディア・ジンセンコ
- オラス＝ベネディクト・ド・ソシュール（Horace-Bénédict de Saussure、1740 – 1799）
- チャールズ・ソーンスウェイト（Charles Warren Thornthwaite、1899 - 1963）

## た行
- 高橋浩一郎
- 田村哲
- ジョン・ダルトン

- ジュール・グレゴリー・チャーニー（Jule Gregory Charney、1917 - 1981）
- 沈括シェンクオ

- アルベルト・デファント（Albert Joseph Maria Defant、1884 - 1974）

- レオン・ティスラン・ド・ボール（Leon Philippe Teisserenc de Bort、1855 - 1913）
- ウィリアム・モーリス・ディヴィス
- イゴール・デリヤニッチ
- エマニュエル・ドゥ・マルトンヌ（Emmanuel de Martonne、1873 - 1955）
- レオン・ティスラン・ド・ボール
- カール・トロール（Carl Troll、1899 - 1975）
- ジャン＝アンドレ・デルク
- ジェフリー・イングラム・テイラー
- チャールズA.ドスウェルIII世
- ハインリッヒ・ウィルヘルム・ドーヴェ

## な行
- 中村精男
- ジェローム・ナミアス
- 新田尚

- 根本順吉

- ジョン・フォン・ノイマン（John von Neumann、1903 - 1957）
- 野中到（1867 - 1955）
- ジョン・ノックス

## は行
- 畠山正恒
- 畠山久尚
- エリック・パルメン
- ホレス・R・バイヤーズ
- ジョン・パークフィンリー
- ルーク・ハワード
- ジョージ・ハドリー
- ジュリアス・フォン・ハン
- エドモンドハレー
- チャールズ・ハットフィールド（Charles M. Hatfield、1876 - 1958）

- ヴィルヘルム・ビヤークネス（Vilhelm Friman Koren Bjerknes、1862 - 1951）
- アレン・ピアソン
- ホセ・P・ピエキソト
- ヤコブ・ビヤークネス（Jacob Aall Bonnevie Bjerknes、1897 - 1975）

- ウィリアム・フェレル（William Ferrel、1817 – 1891）
- ハワード・B・ブルースタイン
- ハロルド・E・ブルックス
- キース・ブラウニング
- ロン・プルジビリンスキ
- デビッド・ブラント
- ウィリアム・フェレル
- リッチ・フィールド
- マイケル・フィッシュ
- ロバート・フィッツロイ
- バート・フォールド
- ベンジャミン・フランクリン
- 福井英一郎（1905 - 2000）
- 藤田哲也（Tetsuya Theodore Fujita、1920 - 1998）
- 藤原咲平（1884 - 1950）
- 藤原寛人（1912 - 1980）- 小説家としての筆名は、新田次郎
- ヘルマン・フローン（Hermann Flohn、1912 - 1997）
- ヤン・ペレボア
- スヴェレ・ペッターセン

- トール・ベルシェロン（Tor Harold Percival Bergeron、1891 - 1977）
- デビッド・ベイツ
- ケネス・ヘア
- ウィルソン・ベントレー (Wilson Alwyn Bentley、1865 - 1931)
- クリストフ・ボイス・バロット（Christophorus Henricus Diedericus Buys Ballot、1817 - 1890）
- バート・ボリン（Bert Bolin、1925 - 2007）
- フランシス・ボーフォート
- ブライアン・ホスキンズ

## ま行
- 増田善信（1923 - ）
- 真鍋淑郎（1931 - ）
- ジョエル・マイヤーズ
- ポール・マルコウスキー
- チャールズ・Fマービン
- パトリック・マクタグガルト=コーワン
- ジェームズ・マクドナルド（英: James E. McDonald(英語版)、1920年5月7日 - 1971年6月13日）
- ミルティン・ミランコビッチ
- ジェームズ・ムーア

- トマス・メンデンホール（Thomas Corwin Mendenhall、1841 - 1924）
- ポンポニウス・メラ

- マシュー・フォンテーン・モーリー（Matthew Fontaine Maury、1806 - 1873）

- 光田寧 (Yasushi Mitsuta、1933 - 1999)

## や行
- 矢沢大二（1913 - 1994）
- 安成哲三（1947 - ）
- 横山長之（1936 - ）

## ら行
- モジブ・ラティフ（Mojib Latif、1954 - ）
- ヘルマット・ランズバーグ（Helmut Erich Landsberg、1906 - 1985）
- デビッド・M・ラドラム
- スティーブン・W・ライオンズ
- ヒューバート・ラム
- クリストファー・ランドシー
- ウィリアム・ジョン・マッコンン・ランキン
- ガンディコタV.ラオ
- エリック・N・ラスムッセン
- ルイス・フライ・リチャードソン（Lewis Fry Richardson、1881 - 1953）
- リチャード・リンゼン
- レスリー・R・レモン
- ヨハネス・レッツマン

- アンソニー・レイスロウィッツ（Anthony Leiserowitz）

- カール＝グスタフ・ロスビー（Carl-Gustaf Arvid Rossby、1898 - 1957）
- エドワード・ローレンツ（Edward Norton Lorenz、1917 - 2008）

- ムニカ・ロペス
- エドワード・ノートン・ローレンツ

## わ行
- 和達清夫（1902 - 1995）
- 和田雄治（1859 - 1918）

- ロジャー・ワキモト
- ハインリッヒ・フォン・ワイルド
- ジョシュア・ワーマン